# Raionul Bar, Vinnița
Bar (în ucraineană Барський район, transliterat: Barskîi raion) este un raion în regiunea Vinnița, Ucraina. Reședința sa este orașul Bar.

## Demografie
Componența lingvistică a raionului Bar
     Ucraineană (97,4%)
     Rusă (2,36%)
     Alte limbi (0,12%)
Conform recensământului din 2001, majoritatea populației raionului Bar era vorbitoare de ucraineană (97,4%), existând în minoritate și vorbitori de rusă (2,36%).